# Claude Lemaréchal
Claude Lemaréchal (* 1944 in Paris) ist ein französischer Mathematiker, der sich mit Mathematischer Optimierung (speziell nichtlineare Optimierung) und Operations Research befasst.

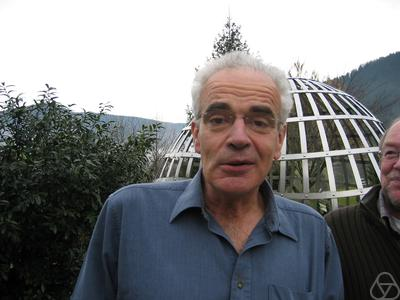
Claude Lemárechal 2005, Oberwolfach

Lemaréchal wurde 1969 an der Universität Toulouse mit der Schrift Amélioration de la précision dans la méthode des pas fractionnaires promoviert (Dr.-Ing.).  Das Doctorat d’État erwarb er 1980 an der Universität Paris-Dauphine.
Er ist Forschungsdirektor am Institut national de recherche en informatique et en automatique (INRIA) in Rocquencourt.
Lemaréchal ist bekannt für numerische Optimierungsverfahren im nicht-differenzierbaren Fall (z. B. seine Bundle Method). Er wandte Optimierungsmethoden auch in der Industrie (Elektrizitätswirtschaft), Flugbahnen, Molekularbiologie, Hydrodynamik transonischer Strömung und Meteorologie an.
1994 erhielt er den George-B.-Dantzig-Preis.

## Schriften
- An algorithm for minimizing convex functions, Proc. IFIP'74, Stockholm, 1974
- Minimization of nondifferentiable functions with constraints, Proc. 12th Conf on Circuit Theory, Urbana-Champaign 1974
- An extension of Davidon´s methods to nondifferentiable problems, in Balinksi, Wolfe (Herausgeber), Math Prog Study 3, 1975
- Nondifferentiable optimization; subgradient and epsilon-subgradient methods, Lecture Notes on Economics and Mathematical Systems 117, 1976
- Bundle methods in nonsmooth optimization, in Lemarechal, Mifflin (Herausgeber), Proc. 1st IIASA Workshop on nonsmooth optimization, Pergamon Press 1978
- On a bundle algorithm for non-smooth optimization, in Mangasarian, Meyer, Robinson (Herausgeber), Nonlinear Programming 4, Academic Press 1981
- Some remarks on the construction of higher order algorithms in convex optimization, J. of Applied Math. and Optimization, Band 10, 1983
- The eclipsing concept to approximate a multivalued mapping, Optimization, Band 22, 1991
- mit Jean-Baptiste Hiriart-Urruty: Fundamentals of convex analysis, Grundlehren der mathematischen Wissenschaften, Springer Verlag 2001
- mit Hiriart-Urruty: Convex Analysis and Minimization Algorithms, 2 Bände, Grundlehren der mathematischen Wissenschaften, Springer Verlag, 1993, 2. Auflage 1996
- mit J. Frédéric Bonnans, J. Charles Gilbert, Claudia A. Sagastizábal: Numerical optimization: Theoretical and practical aspects, Universitext, Springer Verlag 2006
- Nondifferentiable optimization, in: G. L. Nemhauser, A. H. G. Rinnooy Kan,  M. J. Todd (Herausgeber) Optimization. Handbooks in operations research and management science, Band 1. North Holland 1989, S. 529–572.
- Lagrangian relaxation, in: Michael Jünger, Denis Naddef, Computational combinatorial optimization: Papers from the Spring School held in Schloß Dagstuhl, May 15–19, 2000. Lecture Notes in Computer Science 2241, Springer Verlag 2001, S. 112–156